# Torpshammars IF
Torpshammars IF (utläses Torpshammars Idrottsförening, förkortas TIF ) är en svensk idrottsförening i Torpshammar i Ånge kommun. Föreningen bedriver fotbolls- samt skidverksamhet och bildades år 1931.

## Om klubben
Torpshammars IF spelar för närvarande i Division 5 Medelpad som är den sjunde nivån i svensk fotboll. De spelar sina hemmamatcher på Torpshammars idrottsplats i Torpshammar i Ånge. Torpshammars IF är en av 40 klubbar (noterat i maj 2021) som är anslutna till Medelpads Fotbollförbund.

## A-lagets placeringar i seriespelet
Uppdaterad den 9 maj 2021
| Säsong | Division   | Distrikt | Placering | Förflyttning |
| ------ | ---------- | -------- | --------- | ------------ |
| 2014   | Division 5 | Medelpad | 7         |              |
| 2015   | Division 5 | Medelpad | 4         |              |
| 2016   | Division 5 | Medelpad | 1         | Uppflyttade  |
| 2017   | Division 4 | Medelpad | 8         |              |
| 2018   | Division 4 | Medelpad | 8         |              |
| 2019   | Division 4 | Medelpad | 9         |              |
| 2020   | Division 4 | Medelpad | 11        | Nedflyttade  |